# فيل شارب
فيل شارب (27 ديسمبر 1936 في المملكة المتحدة - 19 مايو 2014) (بالإنجليزية: Phil Sharpe)‏ هو لاعب كريكت بريطاني. شارك مع منتخب إنجلترا للكريكت.

## وصلات خارجية
- فيل شارب على موقع إي آس بي آن كريك إنفو (الإنجليزية)